# Processo de contato (matemática)

O processo de contato (em um reticulado 1-D). Locais ativos são indicados pelos círculos em cinza e locais inativos pelos círculos pontilhados. Locais ativos pode ativar locais inativos em qualquer lado a uma taxa ou se tornar inativos a uma taxa.

O processo de contato é um modelo de um sistema de partículas em interação. É um processo de Markov de tempo contínuo com espaço de estados {\displaystyle \{0,1\}^{S}}, em que {\displaystyle S} é um grafo finito ou contável, usualmente {\displaystyle \mathbf {Z} ^{d}}. O processo é usualmente interpretado como um modelo para a propagação de uma infeção: se o estado do processo a qualquer tempo dado for {\displaystyle \eta }, então um local {\displaystyle x} em {\displaystyle S} está "infectado" se {\displaystyle \eta (x)=1} e "não infectado" se {\displaystyle \eta (x)=0}. Locais infectados se tornam não infectados a uma taxa constante, enquanto locais não infectados se tornam infectados a uma taxa proporcional ao número de vizinhos infectados. Pode-se generalizar o espaço de estados a {\displaystyle \{0,\ldots ,\kappa \}^{S}}, o que é chamado de processo de contato multitipo. Este representa um modelo em que mais de um tipo de infecção está competindo por espaço.

## Dinâmica
Mais especificamente, a dinâmica do processo de contato básico é definida pelas seguintes taxas de transição no local {\displaystyle x}:
{\displaystyle 1\rightarrow 0\quad {\mbox{ a uma taxa }}1,}
{\displaystyle 0\rightarrow 1\quad {\mbox{ a uma taxa }}\lambda \sum _{y:y\sim x}\eta (y),}
em que a soma é sobre todas os vizinhos de {\displaystyle x} em {\displaystyle S}. Isto significa que cada local espera um tempo exponencial com a taxa correspondente e, em seguida, troca (de modo que {\displaystyle 0} se torna {\displaystyle 1} e vice-versa).
Para cada grafo {\displaystyle S}, existe um valor crítico {\displaystyle \lambda _{c}} para o parâmetro {\displaystyle \lambda }. Se {\displaystyle \lambda >\lambda _{c}}, então os locais {\displaystyle 1} sobrevivem com probabilidade positiva, isto é, se houver pelo menos um local {\displaystyle 1} no tempo {\displaystyle 0}, então, pode haver locais {\displaystyle 1} a qualquer momento. Se {\displaystyle \lambda <\lambda _{c}}, então o processo acaba. Para processos de contato em um reticulado de números inteiros, ocorreu uma importante descoberta em 1990, quando os matemáticos Geoffrey Grimmett e Carol Bezuidenhout mostraram que o processo de contato também acaba em um valor crítico. Sua prova faz uso da teoria da percolação.

## Modelo do votante
O modelo do votante (usualmente em tempo contínuo, mas também há versões discretas) é um processo semelhante ao processo de contato. Neste processo, assume-se que {\displaystyle \eta (x)} representa uma atitude de um votante em um tópico particular. Votantes reconsideram suas opiniões em tempos distribuídos de acordo com variáveis aleatórias exponenciais independentes. Isto dá um processo de Poisson localmente — note que há em geral infinitamente muitos votantes, então nenhum processo de Poisson global pode ser usado. Em tempos de reconsideração, um votante escolhe um vizinho uniformemente entre todos os vizinhos e assume a opinião do vizinho. Pode-se generalizar o processo ao permitir que a escolha dos vizinhos seja algo não uniforme.

### Processo de tempo discreto
No modelo do votante de tempo discreto em uma dimensão, {\displaystyle \xi _{t}(x):\mathbb {Z} \to \{0,1\}} representa o estado da partícula {\displaystyle x} no tempo {\displaystyle t}. Informalmente, cada indivíduo é arranjado em uma linha e pode "ver" outros indivíduos que estão em um raio {\displaystyle r}. Se mais do que uma certa proporção {\displaystyle \theta } destas pessoas discorda do indivíduo, então o indivíduo muda sua opinião. De outro modo, mantém sua opinião. Os matemáticos Rick Durrett e Jeffrey Steif mostraram que, para grandes raios, há um valor crítico {\displaystyle \theta _{c}}, tal que, se {\displaystyle \theta >\theta _{c}}, a maioria dos indivíduos nunca muda de opinião e, para {\displaystyle \theta \in (1/2,\theta _{c})}, a maioria dos locais concordarão uns com os outros no limite. Ambos os resultados assumem que a probabilidade de {\displaystyle \xi _{0}(x)=1} é igual a {\displaystyle 1/2}. Este processo tem uma generalização natural para mais dimensões.

### Processo de tempo contínuo
O processo de tempo contínuo é semelhante na medida em que ele imagina que cada indivíduo tem uma crença em um tempo e muda de crença com base nas atitudes de seus vizinhos. Este processo é descrito informalmente pelo matemático Thomas Liggett, segundo o qual "periodicamente (isto é, em tempos exponenciais independentes), um indivíduo reavalia sua visão de uma maneira bastante simples: ele escolhe um "amigo" ao acaso com certas probabilidades e adota sua posição". Um modelo foi construído com esta intepretação por Thomas Liggett e Richard Holley em 1975.
Este processo é equivalente ao processo primeiramente sugerido por Peter Clifford e Aidan Sudbury em 1973, em que animais estão em conflito por um território e estão igualmente emparelhados. Um local é escolhido para ser invadido por um vizinho a um dado tempo.